# Foy (Belgien)
Foy ist eine belgische Ortschaft und Teil der Gemeinde Bastogne der Provinz Luxemburg. Sie liegt an der N30 zwischen Bastogne und Houffalize. Im landwirtschaftlich geprägten Foy leben 192 Einwohner (Stand Januar 2008), in der Ortsmitte findet man die 1958 erbaute Kirche Saint Barbe. Die durch Foy verlaufende Straße wurde erstmals von den Römern angelegt.

## Ardennenoffensive
Im Zweiten Weltkrieg war Foy während der Ardennenoffensive einige Wochen von deutschen Truppen besetzt. Die Amerikanische 101st Airborne Division belagerte und befreite das Dorf am 13. Januar schließlich. Der Angriff auf Foy wurde von der Easy Company des 506. Infanterie-Regiments durchgeführt. 2001 wurde der Kampf um Foy in der Miniserie Band of Brothers verfilmt.

## Soldatenfriedhof und Gedenkstätten
Westlich von Foy im Dorf Recogne liegt der Deutsche Soldatenfriedhof Recogne-Bastogne, auf dem 6807 Wehrmachtsangehörige begraben sind. An die ehedem auch dort bestatteten, aber kurz nach Kriegsende auf das Gräberfeld bei Henri-Chapelle umgebetteten US-amerikanischen Soldaten erinnert ein unweit aufgestelltes Mahnmal.
Im Osten im Waldgebiet des Bois Jacques findet man eine Gedenkstätte zu Ehren der gefallenen amerikanischen Soldaten der Easy Company des 506. Infanterieregiments, gestiftet u. a. von Tom Hanks.
Ebenfalls östlich gelegen ist der Bois de la Paix (Wald des Friedens). Die 4.000 Bäume des Waldes wurden aus Anlass des 50. Jahrestages der Ardennenschlacht gepflanzt. Sie sind den amerikanischen Veteranen gewidmet, die in den Ardennen gekämpft haben, den belgischen Soldaten und allen zivilen und militärischen Opfern des Winters 1944/1945.

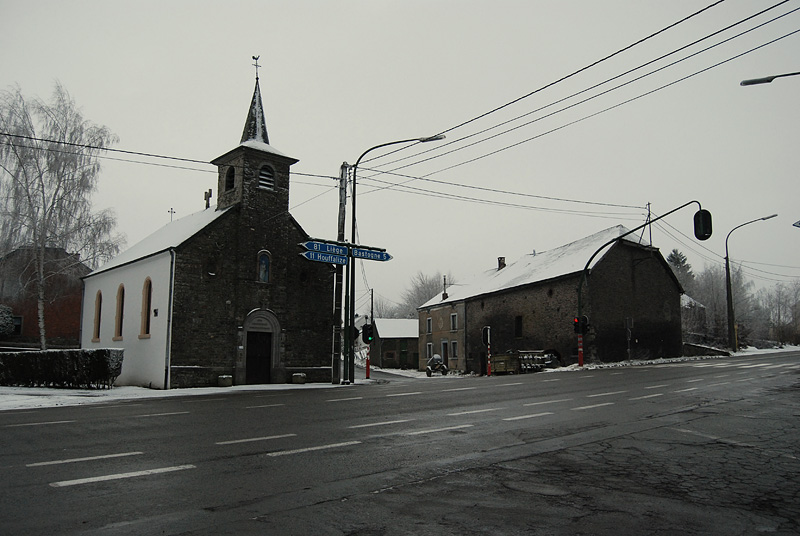
Ortskern von Foy mit Kirche Saint Barbe
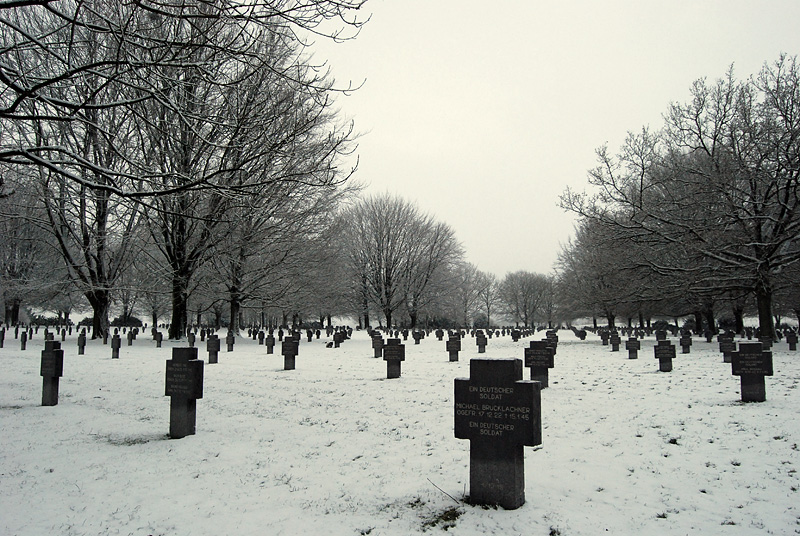
Deutscher Soldatenfriedhof
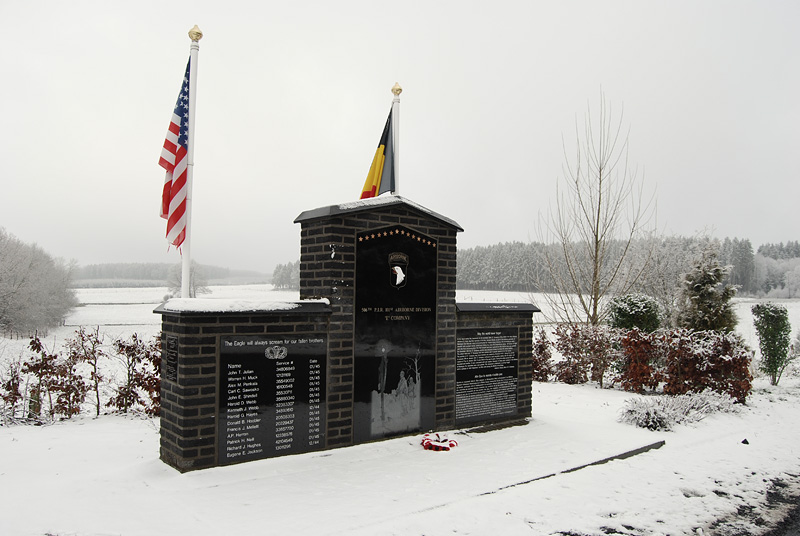
US-Memorial
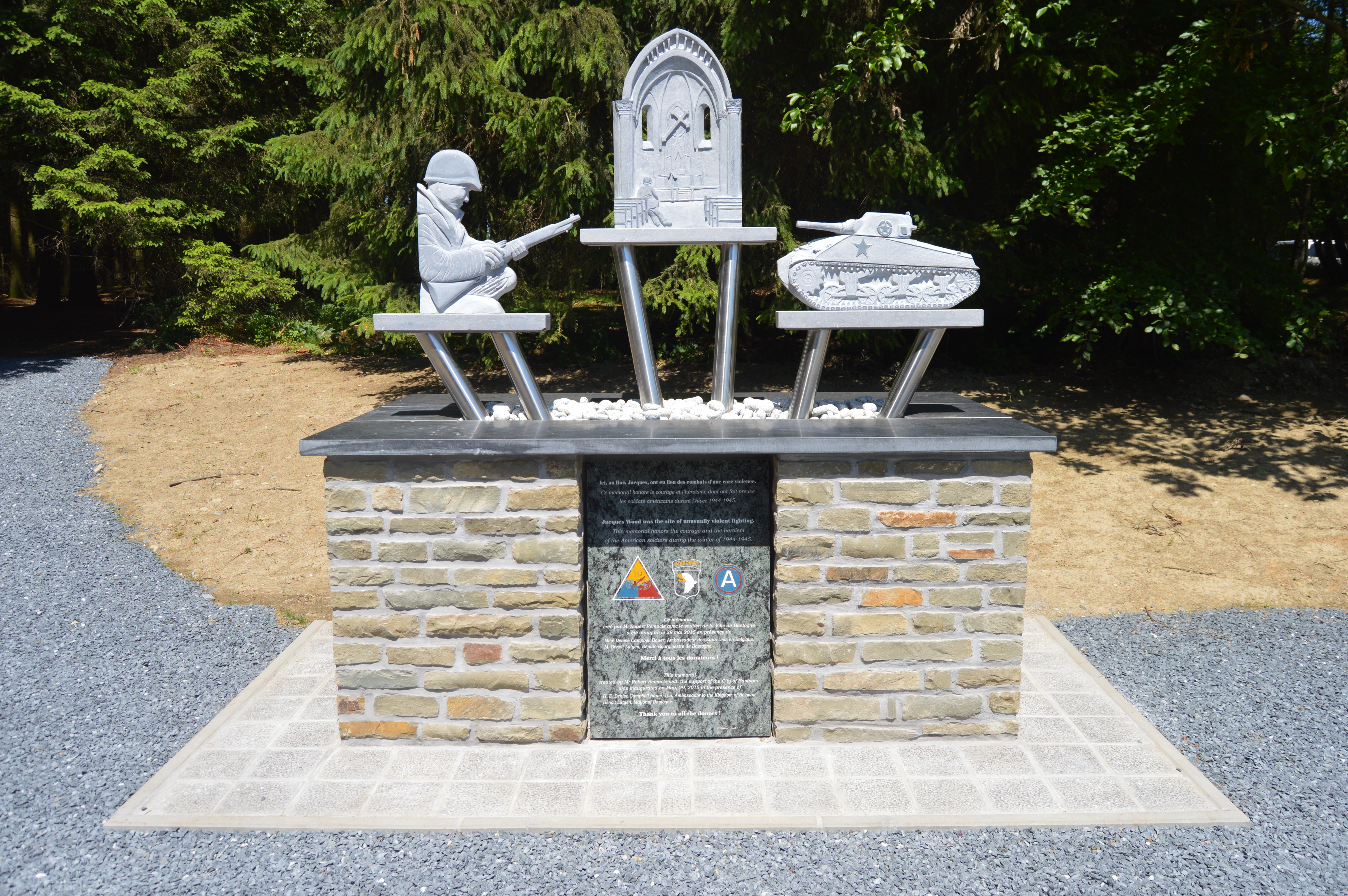
Denkmal Bois Jacques
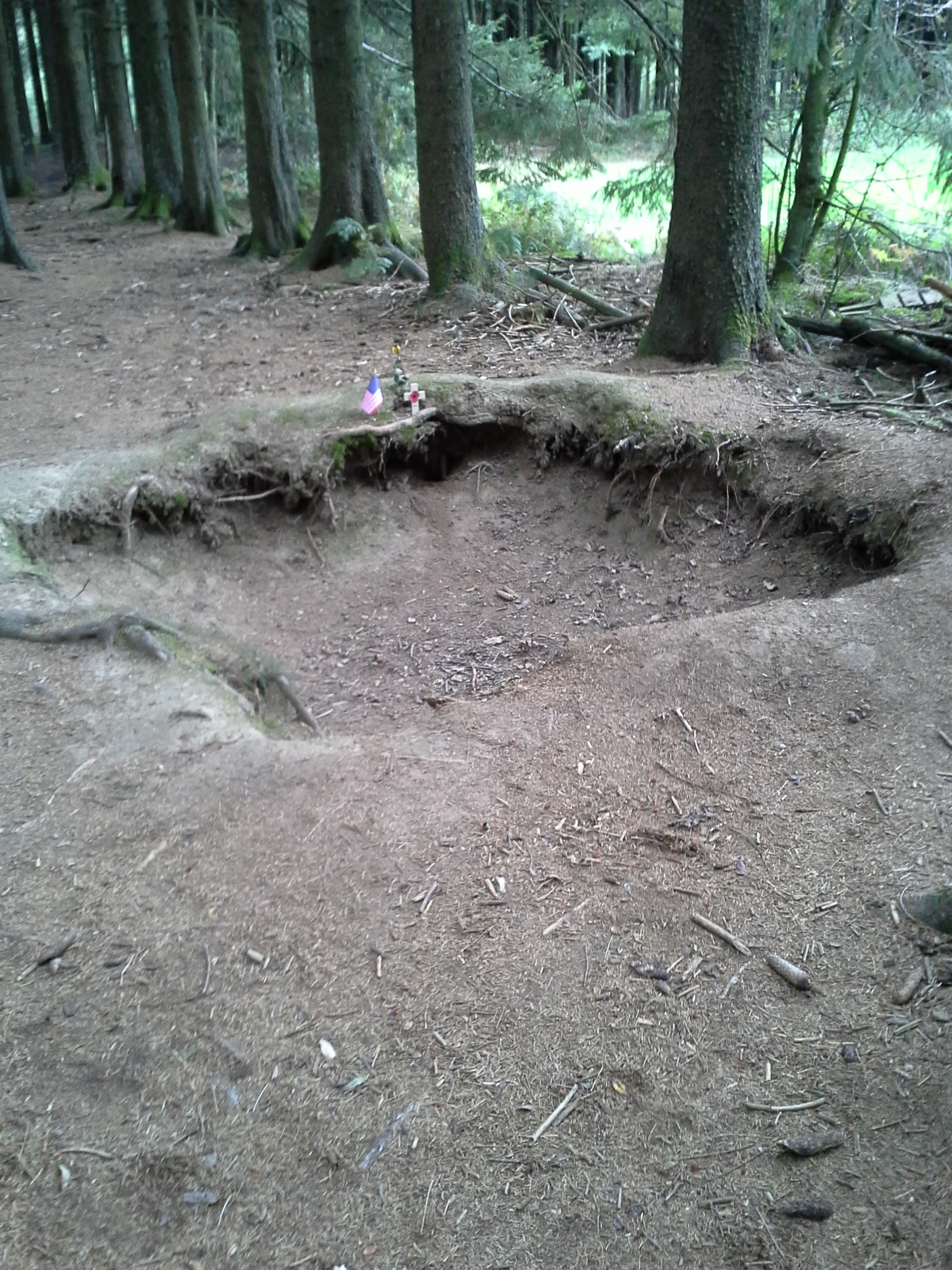
Foxholes Bois Jacques